# セレニド
セレニド（selenide）あるいはセレン化物はセレンが酸化数−2のアニオン (Se2−) として含まれている化合物であり、硫黄におけるスルフィド（硫化物）に対応する。セレニドとスルフィドの化学は似通っている。
スルフィドと同様に、水溶液中ではセレニドイオン (Se2−) は非常に塩基性が高い条件でのみ存在できる。中性条件では、セレニド水素イオン (HSe−) の状態が一般的である。酸性条件では、セレン化水素 (H2Se) が生成する。
一部のセレニドは空気中で酸化される。セレニドの強い還元力により、金属セレニドはスルフィドよりも容易に分解する（テルリドはさらに不安定である）。セレン化アルミニウムといった陽性金属のセレニドは空気中の湿気でも容易に加水分解され、有毒なセレン化水素ガスが発生する。
純粋なセレン化鉱物は希少であり、通常は多くの硫化鉱物中のスルフィドが部分的に置換された形で見出される。しかし、この置換の程度について商業的に関心が持たれるのは硫銅鉱の場合のみである。したがって、セレンは銅採掘の副産物として回収される。セレン化鉱物としてはセレン鉄鉱や ユマング鉱が知られている。

## 例
- セレン化ガリウム(II)（英語版）
- セレン化インジウム(III)
- セレン化ナトリウム, Na2Se
- セレン化カドミウム（英語版）